# Seznam řek ve Skotsku
Seznam řek ve Skotsku.

## Tabulka řek
| Poř. | Řeka     | skotskou gaelštinou | Délka km | Povodí km² | Průtok m³/s | Ústí do        | Ústí kde        |
| ---- | -------- | ------------------- | -------- | ---------- | ----------- | -------------- | --------------- |
| 1.   | Tay      | Tatha               | 188      | 4970       | 169         | Firth of Tay   | Perth (Skotsko) |
| 2.   | Spey     |                     | 172      | ...        | ...         | ...            | ... (...)       |
| 3.   | Clyde    |                     | 171      | 4100       | 70          | Firth of Clyde | ... (Skotsko)   |
| 4.   | Tweed    |                     | 156      | ...        | ...         | Severní moře   | ... (Skotsko)   |
| 5.   | Dee      |                     | 137      | 2040       | ...         | Severní moře   | ... (Skotsko)   |
| 6.   | Don      |                     | 132      | ...        | ...         | Severní moře   | ... (Skotsko)   |
| 7.   | Nith     |                     | 112      | 1230       | ...         | Solway Firth   | ... (Skotsko)   |
| 8.   | Forth    |                     | 105      | ...        | ...         | ...            | ... (Skotsko)   |
| 9.   | Findhorn |                     | 101      | ...        | ...         | ...            | ... (Skotsko)   |
| 10.  | Deveron  |                     | 98       | ...        | ...         | ...            | ... (Skotsko)   |
| 11.  | Annan    |                     | 79       | ...        | ...         | ...            | ... (Skotsko)   |
| #    | Ness     |                     | 12       | 1850       | 300         | Moray Firth    | ... (Skotsko)   |
| #    | Leven    |                     | 7        | ...        | ...         | Clyde          | ... (Skotsko)   |
| #    | Shiel    |                     | 4        | ...        | ...         | Loch Moidart   | ... (Skotsko)   |
| #    | Morar    |                     | 1        | ...        | ...         | Sound of Sleat | ... (Skotsko)   |

## Nezařazené podle abecedy
Awe, Black Water, Brora, Cassley, Dee (Dumfries a Galloway), Doon, Earn, Ericht, Etive, Ewe, Helmdale, Isla, Naver, North Esk, Ochy, Orchy, Rappach Water, Shin, South Esk, Spean, Stinchar, Teith, Teviot, Thurso, Tummel, Whiteadder Water, Ythan